# ふしぎの国のアリス

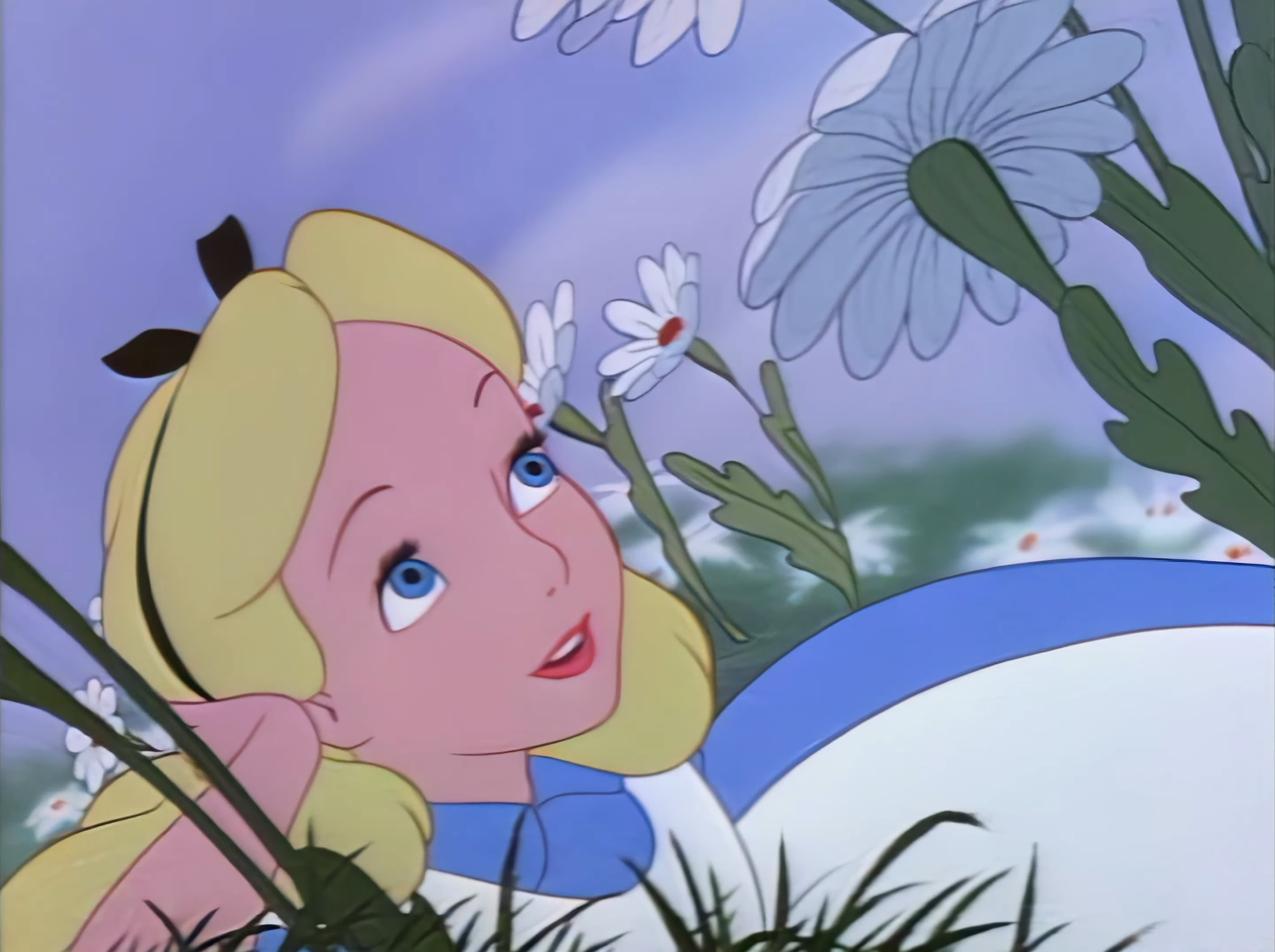
1951年の映画の予告編

『ふしぎの国のアリス』（原題：Alice in Wonderland）は、ウォルト・ディズニー・プロダクションが製作し、ルイス・キャロルの小説を原作とした1951年のアメリカのミュージカル・ファンタジー・コメディ・アニメーション映画である。

## あらすじ
ある日の昼下がり。静かな川辺の野原で、アリスは姉と一緒に歴史の本を読んでいたが、すっかり退屈しており、姉の目を盗んで飼い猫のダイナと一緒に川のほとりでくつろいでいた。その時、アリスはチョッキを着ている白いうさぎが大きな懐中時計を持って走り去るのを見て、必死で白ウサギを追いかけた。彼女は白ウサギを追ううちに大きなトンネルまで入ったが、その先にあった大きな穴に落ちた。一番下まで落ちると、白ウサギが走っているのを見つけて、アリスは追いかけ、奇妙な空間の部屋にたどり着く。そこには小さい庭のドアがあったので、開けようとしたが、ドアノブが喋って「大きすぎて入れないから無理」と言われた。アリスがどうしようかと悩んでいたところ、不意にガラスのテーブルが出てきた。テーブルの上には瓶があって、そこには一切れの紙に「私を飲んで」と書いてあった。アリスがそれを飲むと、身長が約3cmに縮んだ。そこでアリスはドアを開けようとしたが、肝心な金の鍵をテーブル上に忘れていたのでまた入れなかった。アリスがまた悩んだところ、今度はクッキーがたくさん入った箱が不意に出てきた。そのクッキーには「私を食べて」と書いてあり、アリスがそれを食べると部屋につっかえる程大きくなった。困ったアリスは泣き出し、部屋は涙で水浸しになり、彼女はとっさにさっきの瓶の中身の残りを飲んだ。そして、瓶の中に入り込み、ドアノブの鍵穴を通り抜ける。
流れ着いた海岸では、ドードー鳥達がコーカス・レースをしていた。アリスはそれに加わったが、白うさぎを見てまた追いかける。その途中で、アリスはトゥイードルディーとトゥイードルダムに出会い、遊びに誘われるが1度は断る。しかし諦めない2人は粘って「セイウチと大工さんの話」を聞かせることに成功した。2人で遊びだしたのを機にその場を離れたアリスはその後、白ウサギの家にたどり着く。そこでアリスは「手袋を持って来い」と白ウサギに言われ、家の中に入った。手袋を見つけたアリスが、2階にあったクッキーを食べてしまうと、彼女は家につっかえてしまう程大きくなり、白ウサギは驚いて逃げ出してしまう。そこへ白ウサギと共にドードーが現れて、「魔物を退治する」という名目で通りかかった煙突掃除のトカゲ、ビルを家に送り込むが、アリスが煤にむせたため、煙突から飛び出し行方不明になってしまう。それを見たドードーは「家を焼き払おう」とアリスが大きくなった際に蹴り出した家具を壊し、マッチで火をつけてしまう。しかしドードーが火を大きくしようと躍起になっている間にアリスはにんじん畑に気づき、そのうちの1本を食べて、以前より縮んだ。
逃げた白ウサギを追いかける途中で見失い、アリスはしゃべる花たちの壇に出会い、その歌を聴く。しかし、花たちはアリスを雑草だと誤解し、アリスは花たちに追い出された。その後イモムシに出会い、不思議な詩を聞かされたアリス。「せめて身長を7cmくらいにしたい」と言った事がきっかけでイモムシを怒らせてしまうも、その怒りでちょうちょへ変貌した彼から大きくなるアドバイスを聞く。それを受けて、大きくなりすぎたりしたものの、アドバイス通りにマッシュルームを交互に食べながら、無事望んだ大きさになったアリス。その後アリスはチェシャ猫に出会い、彼に言われてマッドハッター、三月ウサギとドーマウスの所に行った。そこでは“誕生日じゃない日（なんでもない日）”をお祝いするというおかしなお茶会をしていた。アリスは白ウサギの行方を聞くべくそのお茶会に加わるが、なかなか話が通じない。そこへ乱入してきた白ウサギがマッドハッターに時計を壊され、失意を顕わにしながらも「遅刻遅刻」と走り出したのを追いかけるも、途中で道に迷ってしまい、アリスはとうとう白ウサギを追いかけるのを諦めた。そこへ突然チェシャ猫が現れ、「この辺りの道は女王のもの」だとアリスに教える。アリスがハートの女王と会ったことがないと知ると、チェシャ猫は「ハートの女王に会うなら、オレは近道を通る」と言って、アリスをトランプの国に誘い込む。
庭の生け垣の迷路で、アリスは白いバラに赤いペンキを塗っている3人のトランプ兵たちに会う。そして、そこへやってきたハートの女王に出会い、クローケーゲームに招待された。それは、フラミンゴをクローケー代わりに、そして、針鼠をボール代わりに使うというおかしなゲームだった。どうにかうまくいくも、途中で不意に出くわしたチェシャ猫のせいで、ハートの女王といざござを起こしてしまい、アリスは裁判にかけられる（なお、提案したのは王様である）。アリスはお茶会の3人を証人として呼んだおかしな裁判のやりとりに苛々し、騒動の元凶ともいえるチェシャ猫の存在を告げた際に暴れだしたドーマウスがきっかけで更に騒ぎが大きくなってしまう。そこで持っていたマッシュルームを両方食べて大きくなり、ハートの女王に向かって「デブで、わがままで、底意地の悪い暴君」と主張するも、結局追い回される。途中でもう一方のマッシュルームが影響したのか小さくなってしまうが、その直後に女王が言った「今、何と言ったんだい？」という質問に対しチェシャ猫が女王にその言葉を繰り返したのも原因である。
しかしドアノブにたどり着いたアリスは、自分が眠っているだけなのだと知ると「起きるのよ」と呼びかける。うなされている自分を呼ぶ姉の声で目が覚めたアリスは、「目を覚まして詩の暗唱をしなさい」と言われた際、イモムシが教えてくれた詩を暗唱したことで姉に「あなたは夢を見たのね」と言われ、お茶の時間に誘われるのだった。このようにしてアリスの不思議な冒険は終わる。

## 登場キャラクター

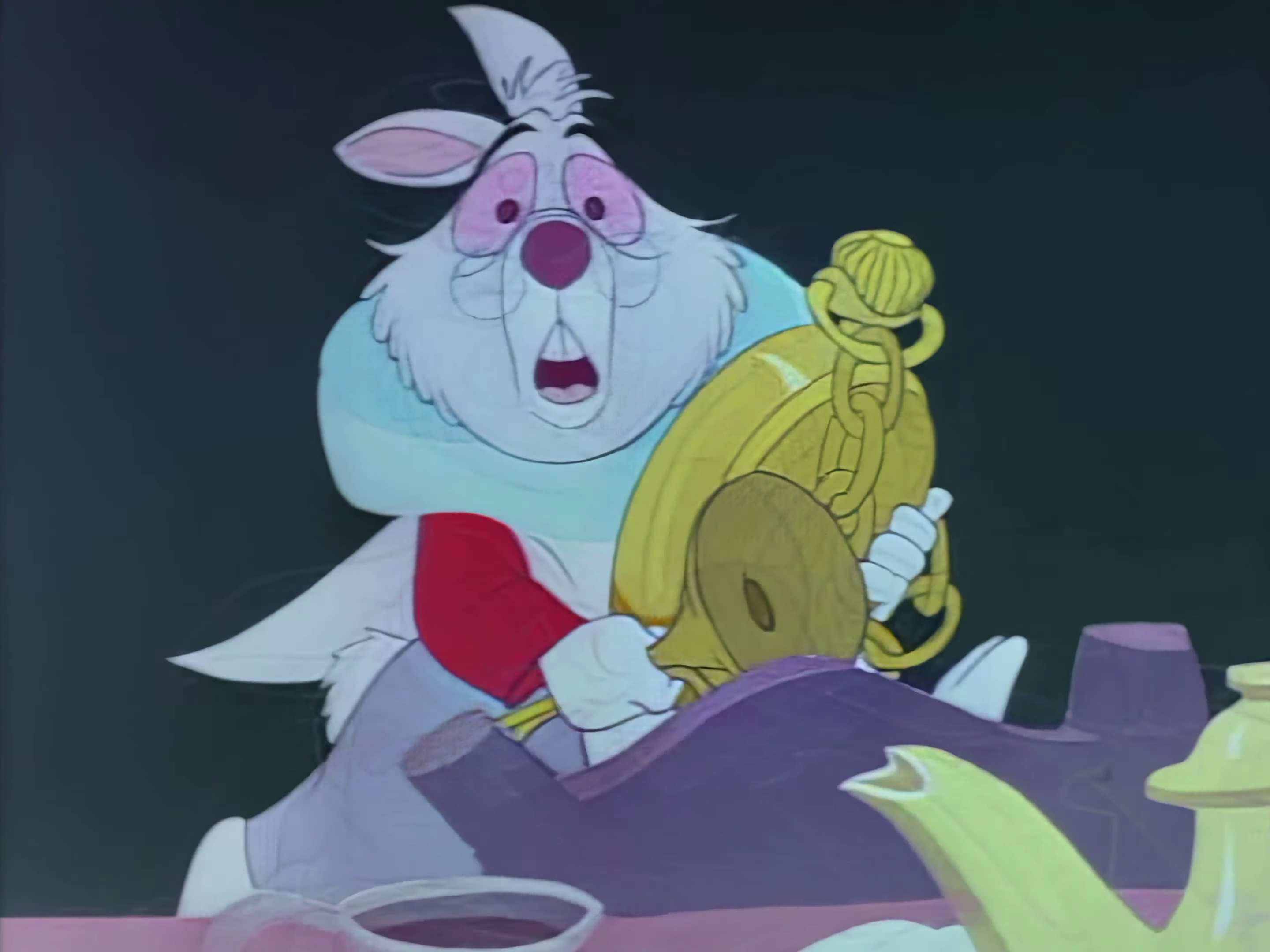
白ウサギ

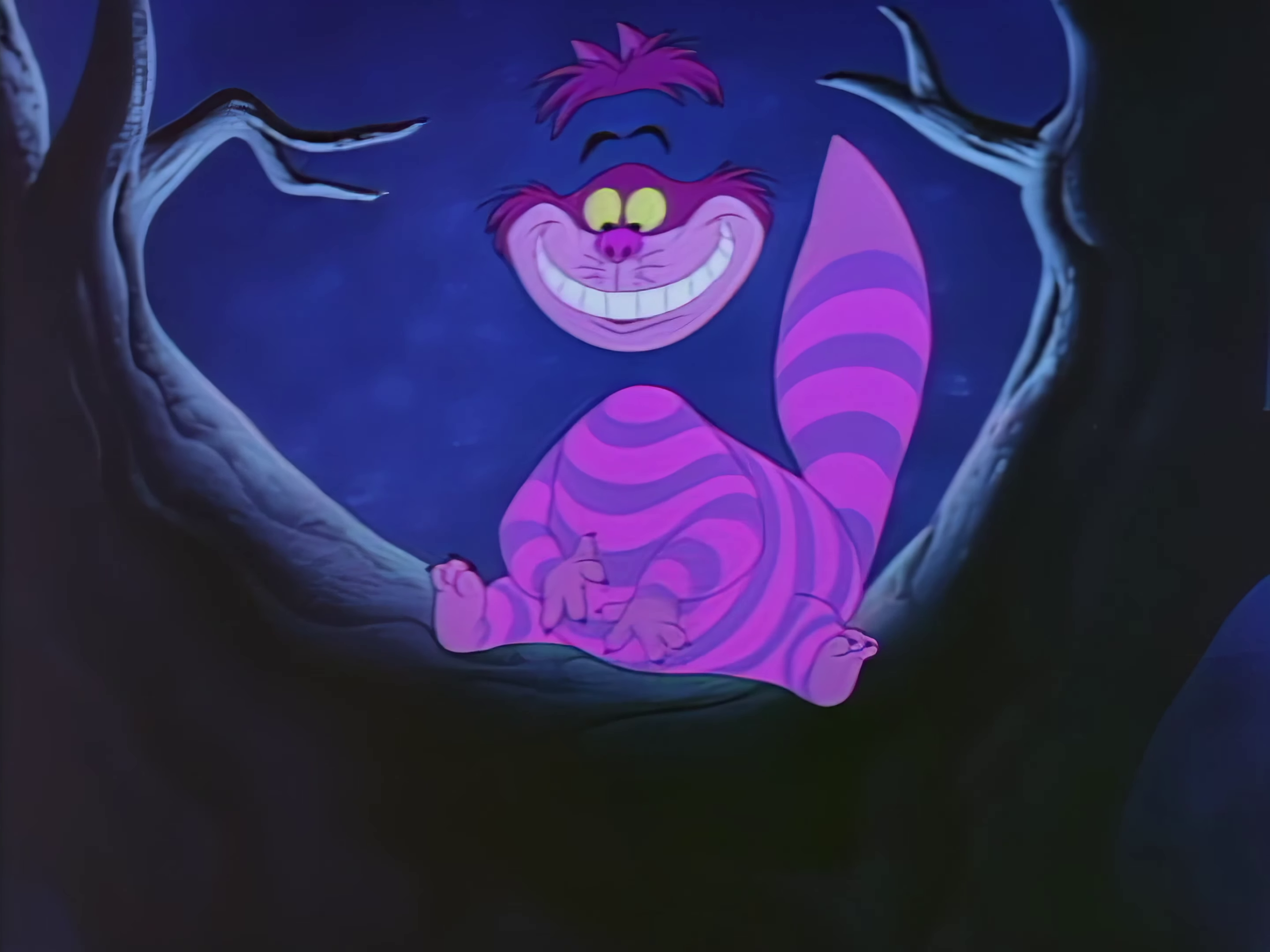
チェシャ猫

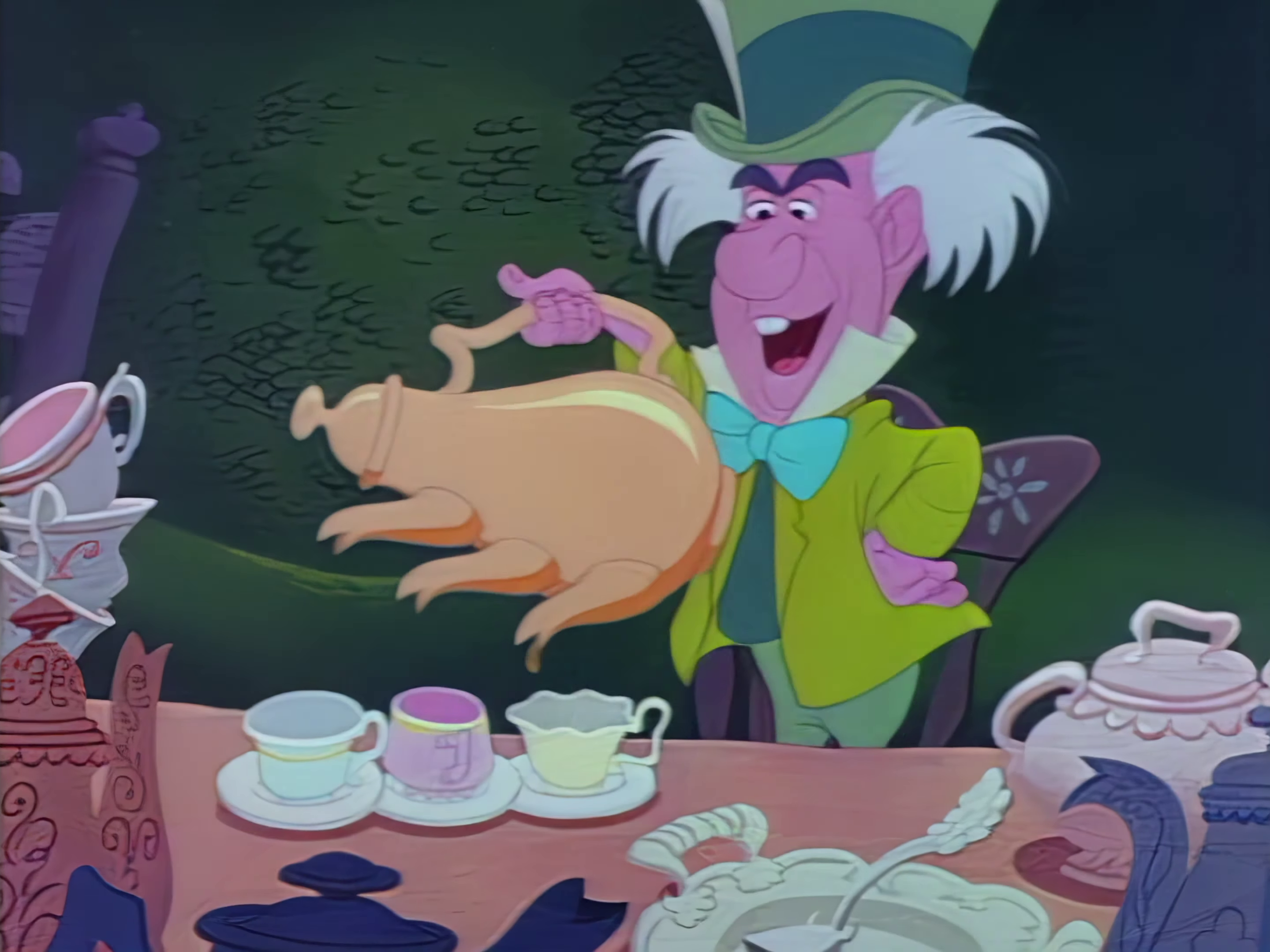
マッドハッター

アリス（Alice)
本作のヒロイン。夢の中で大冒険をする。一人称は「私」。当初は現実のありきたりさに嫌気がさしていたが、ふしぎの国の非常識な面々に振り回され、元の世界に帰りたいと思うようになる
白ウサギ（White Rabbit）
アリスの友達のうさぎ。言葉をしゃべることができる。いつも急いでいる。チョッキを着て、懐中時計を持っているが実は壊れている。穴に入る前と後では服装が違い、入る前はスーツで、入った後に家で着替えた時はエリザベスカラースタイル。一人称は「わし」または「私」。
イモムシ（Caterpillar）
水たばこをふかし、煙を吐きながら不思議な歌を歌っているイモムシ。一人称は「わし」。毛虫と呼ばれても本人は気にしていない。アリスにキノコの秘密を教える。そしてちょうちょに変身する。
ハートの女王（Queen of Hearts）
本作のディズニー・ヴィランズ。大柄でわがままで怒りっぽい帝政国家の元首。「首をはねよ！」が口癖。下着のパンツの柄もハート。一人称は「私」。
ハートの王（King of Hearts）
ハートの女王よりも身長と立場はだいぶ下。女王とは逆に小柄で気弱で、女王には逆らえない。
トランプ兵（Card Guards）
トランプ兵。ハートの女王に処刑されっぱなし。
チェシャ猫（Cheshire Cat）
紫とピンクの縞模様で、消えたり現れたりする、神出鬼没のネコ。アリスに不思議の国では誰もがいかれていることを話す。チェシャ州との関連は諸説ある一方、チシャ（＝野菜のレタスの意）との関係は不明。一人称は「おれ」または「私」。
トゥイードルダムとトゥイードルディー（Tweedledum and Tweedledee）
二人の違いは襟の刺繍部分の名前。アリスに無理やりセイウチと大工の話をする。
セイウチ（Walrus）
セイウチ。カキを食べてしまったことで大工の怒りを買い、逃げ回った。一人称は「オレ」。
大工（Carpenter）
セイウチの友人。料理の腕もお手の物。カキを勝手に食べたセイウチに対し立腹していた。
カキ（Oysters）
海に住む牡蠣たち。セイウチに食べられた。
年老いたカキ（Mother Oyster）
老婆のカキ。セイウチに気絶させられた。
マッドハッター、三月ウサギとドーマウス（Mad Hatter, March Hare and Dormouse）
マッドハッターと三月ウサギの二人で「お誕生日じゃない日（吹き替え：なんでもない日）の歌」を歌いながらお茶会をしている。この2人が「2日遅れてる」と言って、白ウサギの大切な懐中時計を壊してしまう。たくさん並んでいるポットの中の一つにドーマウスが入っており、「ねこ」という言葉を聞くと驚いて錯乱するが、ジャムを鼻に塗られるとおとなしくなる。
花たち（Flowers）
アリスたちに「きらめく昼下がり」を唄うが、どこから来た生き物なのかの質問に対するアリスの答えに対し、雑草だと誤解して追放する。犬と猫のタイプもいる。
トカゲのビル（Bill the Lizard）
煙突掃除屋のトカゲ。空の彼方に飛んでいった。
アリスの姉（Alice's sister）
アリスの姉。年齢はアリスより16歳年上。夢では歴史の勉強を教えており、カンタベリーの大司教の時代のことを語っていた。アリスが奇妙な夢を見たので驚く。

## 声の出演
| 役名                            | 原語版声優               | 日本語吹き替え   | 日本語吹き替え                                                                                          |
| 役名                            | 原語版声優               | TBSテレビ版      | ソフト版 （追加録音部分）                                                                               |
| ------------------------------- | ------------------------ | ---------------- | --- |
| アリス                          | キャサリン・ボーモント   | キャロライン洋子 | 土井美加                                                                                                |
| 白ウサギ                        | ビル・トンプソン         | 鈴木やすし       | 牛山茂                                                                                                  |
| ドードー鳥                      | ビル・トンプソン         | 富田耕生         | 吉水慶 （宝亀克寿）                                                                                     |
| ハートの女王                    | ヴェルナ・フェルトン     | ペギー葉山       | 小沢寿美恵                                                                                              |
| チェシャ猫                      | スターリング・ホロウェイ | 大塚周夫         | 関時男                                                                                                  |
| マッドハッター （いかれ帽子屋） | エド・ウィン             | 熊倉一雄         | 西本裕行                                                                                                |
| 三月ウサギ                      | ジェリー・コロンナ       | 山崎唯           | 逢坂秀実 （高瀬右光）                                                                                   |
| ドーマウス （眠りネズミ）       | ジム・マクドナルド       | 大竹宏           | 浜田宏昭                                                                                                |
| 大工さん                        | J・パット・オマリー      | 立壁和也         | 吉田幸紘                                                                                                |
| 年老いたカキ                    | J・パット・オマリー      |                  | 吉田幸紘                                                                                                |
| トゥイードルディー              | J・パット・オマリー      | 滝口順平         | 吉田幸紘                                                                                                |
| トゥイードルダム                | J・パット・オマリー      | 滝口順平         | 野村隆一                                                                                                |
| セイウチ                        | J・パット・オマリー      | 増岡弘           | 水野龍司                                                                                                |
| アリスの姉                      | ヘザー・エンジェル       | 鈴木弘子         | 高瀬佳子 （堀越真己）                                                                                   |
| イモムシ                        | リチャード・ヘイデン     | 滝口順平         | 玉城伸吾（幼虫） 吉田幸紘（蝶） （佐山陽規）                                                            |
| ドアノブ                        | ジョゼフ・ケーンズ       | 八奈見乗児       | 小山武宏                                                                                                |
| トカゲのビル                    | ラリー・グレー           | 立壁和也         | 野村隆一                                                                                                |
| バラ                            | ドリス・ロイド           |                  | 下川久美子                                                                                              |
| アヤメ                          | クイーニー・レナード     |                  | 後藤真寿美                                                                                              |
| ヒナギク                        | ルシール・ブレス         |                  | |
| チューリップ                    | ルシール・ブレス         |                  | |
| ハートの王                      | ディンク・トラウト       | 大竹宏           | 浜田宏昭                                                                                                |
| トランプ兵                      | ドン・バークレー         |                  | |
| その他                          | N/A                      | 麻上洋子         | 簗正昭 朝倉佐知 蒲池高子 江川泰子 藤生聖子 佐直千恵子 石井ゆき （園岡新太郎） （根本泰彦） （落合弘治） |

- TBSテレビ版：1979年4月4日『ディズニースペシャル』枠で初放送（19:30-20:55）
- ソフト版：1984年発売のVHSに初収録。以降のソフトにも数度の追加録音（下記参照）を経て収録され、Disney+などの配信にも使用。

※キャラクターの歌唱部分に関して、日本語吹き替えは台詞部分の声優とは異なる人物が担当している。TBS版ではボニージャックスとミンツが担当した。
- 上記の2種類以外にも、1973年に劇場公開され、テアトル・エコーが参加した吹き替え版が存在する[注 1][1]。

### ソフト版吹き替えの差異
1984年から1987年に発売されたソフト（ポニー・バンダイ版）、1991年から2005年に発売されたソフト（以下、BVHE版初代）、そして2005年以降に発売されているソフト（以下、BVHE版2代目）では、それぞれ音声の一部に差し替えが行われており、内容がわずかに異なっている。
BVHE版初代では、一部の歌のみ変更が行われた。
BVHE版2代目では全編に亘って台詞・歌詞が改訂されており、一部のキャラクター名や単語の訳が以下のように変更された。なお、初出となったDVD『ふしぎの国のアリス スペシャル・エディション』には、パッケージ裏面に「一部を、現在の日本語表現に合うよう新しく収録しています」との記載がある。
単語
- 「いかれてる」「いかれ」（“mad”の訳語）→「へんてこ」「変」
- 「デブ」（“fat”の訳語）→「怒りんぼ」
- 「殺される」→「首になる」

キャラクター名
- いかれ帽子屋 → マッドハッター
- 眠りネズミ → ドーマウス
- 毛虫 → イモムシ
- 大工 → 大工さん
- クローケ → クロッケー

変更箇所の追加録音には、基本的に当時の声優が続投した。ただし、引退などの事情から一部の声優は変更されている。

### 1973年公開時の吹き替え
1973年に「ウォルト・ディズニー・カンパニー創立50周年記念映画」として本作がリバイバル上映され、その際に日本語吹き替え版が新規制作された。1987年にもリバイバル上映され、1973年版と同一の音源で公開された。
出演は愛川欽也や山田康雄など。ただし、公開時のポスターやパンフレットには吹き替え声優の記述が存在せず、2007年時点では配役の詳細が不明となっている。

## スタッフ

### 映像制作
| 製作                 | 製作 | ウォルト・ディズニー、ロイ・O・ディズニー |
| 原作                 | 原作 | ルイス・キャロル |
| 脚本                 | 脚本 | ウィンストン・ヒブラー、ビル・ピート、ジョー・リナルディ、ウィリアム・コトレル、ジョー・グラント、デル・コネル、テッド・シアーズ、アードマン・ペナー ミルト・バンタ、ディック・ケルシー、ディック・ヒューマー、トム・オレブ、ジョン・ウォルブリッジ |
| 音楽                 | 音楽 | オリヴァー・ウォーレス |
| オーケストレーション | オーケストレーション | ジョゼフ・ドゥービン |
| 作画監督             | アリス | マーク・デイヴィス、レス・クラーク |
| 作画監督             | ロリーナ ドードー フラミンゴ | ミルト・カール |
| 作画監督             | ドアノブ ハートの女王 | フランク・トーマス |
| 作画監督             | ハートの王 | オリー・ジョンストン |
| 作画監督             | 白ウサギ マッドハッター 三月うさぎ トゥイードルダムとトゥイードルディー セイウチ | ウォード・キンボール |
| 作画監督             | チェシャ猫 イモムシ | ジョン・ラウンズベリー |
| 作画監督             | ダイナ イモムシ | エリック・ラーソン |
| 作画監督             | アクション担当 | ウォルフガング・ライザーマン |
| 作画監督             | ノーム・ファーガソン | |
| レイアウトチェック   | レイアウトチェック | ドン・ダグラディ |
| レイアウト           | レイアウト | マクラーレン・スチュワート、トム・コドリック、チャールズ・フィリッピ、A・ケンドール・オコーナー、ヒュー・ヘネシー、ドン・グリフィス、ソー・パットナム、ランス・ノリー                                                                               |
| 原画                 | 白ウサギ | フレッド・ムーア |
| 原画                 | ハル・キング、ジャッジ・ウィッテカー、ハル・アンブロ、ビル・ジャスティス、フィル・ダンカン、ボブ・カールソン、ドン・ラスク、クリフ・ノードバーグ、ハーヴィー・トゥームス、マーヴィン・ウッドワード、ヒュー・フレイザー、チャールズ・オーガスト・ニコルズ | |
| エフェクト原画       | エフェクト原画 | ジョシュア・メダー、ダン・マクマナス、ジョージ・ローリー、ブレイン・ギブソン |
| 美術監督             | 美術監督 | ケン・アンダーソン、ジョン・ヘンチ、クロード・コーツ |
| 背景                 | 背景 | レイ・ハッファイン、アート・ライリー、ディック・アンソニー、ラルフ・ヒューレット、ブライス・マック、テルマ・ウィットマー |
| 色彩設計             | 色彩設計 | メアリー・ブレア |
| 特殊効果             | 特殊効果 | アブ・アイワークス |
| 撮影                 | 撮影 | ボブ・ブロートン |
| 音響監督             | 音響監督 | C・O・スライフィールド |
| 録音                 | 録音 | ハロルド・J・ステック、ロバート・O・クック |
| 音楽編集             | 音楽編集 | アル・ティーター |
| 編集                 | 編集 | ロイド・L・リチャードソン |
| 助監督               | 助監督 | マイク・ホロボッフ、ラスティ・ジョーンズ、テッド・セバーン |
| 制作担当             | 制作担当 | ケン・ピーターソン |
| アニメーション制作   | アニメーション制作 | ウォルト・ディズニー・プロダクション |
| 監督                 | 監督 | ハミルトン・ラスク、クライド・ジェロニミ、ウィルフレッド・ジャクソン |
| 総監督               | 総監督 | ベン・シャープスティーン |
| 配給                 | 配給 | RKO |

### 日本語版
- 字幕翻訳：吉田由紀子

| 吹き替え                | TBS版              | ソフト版 （追加録音部分）                   |
| ----------------------- | ------------------ | ------------------------------------------- |
| 演出                    | 山田悦司           | 山田悦司 （松岡裕紀）                       |
| 音楽監修                | 近衛秀健           |                                             |
| 翻訳                    | トランスグローバル | トランスグローバル                          |
| 調整                    | 杉原日出弥         | 杉原日出弥 （上村利秋）                     |
| 録音スタジオ            | 紀尾井町スタジオ   | 紀尾井町スタジオ （スタジオ・エコー）       |
| 制作担当                | 新井和子           |                                             |
| 制作監修 プロデューサー | 熊谷国雄           | 津司大三                                    |
| 録音制作                | トランスグローバル | トランスグローバル （スタジオ・エコー）     |
| 日本語版制作            | TBS                | DISNEY CHARACTER VOICES INTERNATIONAL, INC. |

## 楽曲
| 使用箇所 | 曲名                                                                          | 作詞                                                       | 作曲                                                       | 歌                                                                 |
| -------- | ----------------------------------------------------------------------------- | ---------------------------------------------------------- | ---------------------------------------------------------- | ------------------------------------------------------------------ |
| 主題歌   | ふしぎの国のアリス (主題歌) Alice In Wonderland                               | ボブ・ヒリアード                                           | サミー・フェイン                                           | ザ・ジャド・コンロン・コーラス                                     |
| 挿入歌   | 私だけの世界 In A World Of My Own                                             | ボブ・ヒリアード                                           | サミー・フェイン                                           | キャスリン・ボーモント                                             |
| 挿入歌   | 時間におくれた I'm Late                                                       | ボブ・ヒリアード                                           | サミー・フェイン                                           | ビル・トンプソン                                                   |
| 挿入歌   | 船乗りのうた The Sailor's Hornpipe                                            | オリヴァー・ウォーレス                                     | オリヴァー・ウォーレス                                     | ビル・トンプソン                                                   |
| 挿入歌   | ぐるぐるレース The Caucus Race                                                | ボブ・ヒリアード                                           | サミー・フェイン                                           | ザ・ジャド・コンロン・コーラス ザ・リズマイヤーズ ビル・トンプソン |
| 挿入歌   | はじめまして こんにちは How D'ye Do And Shake Hands                           | ルイス・キャロル コイ・コーベン                            | オリヴァー・ウォーレス                                     | J・パット・オマリー                                                |
| 挿入歌   | セイウチと大工 The Walrus and the Carpenter                                   | ボブ・ヒリアード                                           | サミー・フェイン                                           | J・パット・オマリー                                                |
| 挿入歌   | ウィリアム父さん、年とった Old Father William                                 | ルイス・キャロル                                           | オリヴァー・ウォレス                                       | J・パット・オマリー                                                |
| 挿入歌   | あいつをいぶし出そう Smoke the Blighter Out                                   | ウィンストン・ヒブラー テッド・シアーズ                    | オリヴァー・ウォレス                                       | ビル・トンプソン                                                   |
| 挿入歌   | ゴールデン・アフタヌーン(すべての黄金の午後に...) All In The Golden Afternoon | ボブ・ヒリアード                                           | サミー・フェイン                                           | キャスリン・ボーモント クイニー・レナード                          |
| 挿入歌   | ア・エ・イ・オ・ウ A-E-I-O-U                                                  | オリヴァー・ウォーレス                                     | オリヴァー・ウォーレス                                     | リチャード・ヘイドン                                               |
| 挿入歌   | いかようにして小さなワニは                                                    | ルイス・キャロル                                           | オリヴァー・ウォーレス                                     | リチャード・ヘイドン                                               |
| 挿入歌   | トゥワズ・ブリリグ 'Twas Brillig                                              | ルイス・キャロル                                           | ドン・レイ ジェーン・デポール                              | スターリング・ホロウェイ                                           |
| 挿入歌   | お誕生日じゃない日のうた The Unbirthday Song (誕生日じゃない日)               | マック・デイビッド ジェリー・リビングストン アル・ホフマン | マック・デイビッド ジェリー・リビングストン アル・ホフマン | キャスリン・ボーモント エド・ウィン ジェリー・コロンナ             |
| 挿入歌   | トゥインクル・トゥインクル                                                    | ルイス・キャロル                                           | オリヴァー・ウォーレス                                     | ジム・マクドナルド                                                 |
| 挿入歌   | ベリー・グッド・アドバイス Very Good Advice                                   | ボブ・ヒリアード                                           | サミー・フェイン                                           | キャスリン・ボーモント                                             |
| 挿入歌   | バラを赤く塗ろう Painting the Roses Red                                       | ボブ・ヒリアード                                           | サミー・フェイン                                           | キャスリン・ボーモント ザ・メローメン                              |
| 挿入歌   | 誰がバラを赤く塗った？ Who's Been Painting My Roses Red                       | ボブ・ヒリアード                                           | サミー・フェイン                                           | ヴェルナ・フェルトン                                               |

### 未発表曲
本作にはリプライズを除き、17曲の挿入歌が使用されている。映画の製作当時、これらの17曲以外にも複数の曲が制作されていたが、結局、不採用にされて、長らく日の目を見ることはなかった。
1999年、アメリカ合衆国で発売されたDVD版に特典映像として、ボツになった曲の1つ「I'm Odd」（チェシャ猫のテーマソング）が収録された。
当時、オリジナル版の映画（1951年）でチェシャ猫の声を演じたスターリング・ホロウェイは1992年で亡くなっており（1989年にすでに引退していた）、代役としてジム・カミングスがチェシャ猫の歌声を担当した。
カミングスは他にも、ホロウェイの持ち役（『くまのプーさん』（プー）、『ジャングル・ブック』〈カー〉）を受け継いでいる。
日本では2005年発売の「ふしぎの国のアリス スペシャル・エディション」に収録されている。

### レコード
1972年、キングレコードから「ディズニーランド・レコード」シリーズの一環として、ドラマパート付きのサウンドトラック盤が発売された。
配役は独自のもので、編曲は日本で行われたオリジナルのものとなっている。

#### キャスト
- アリス - 上原ゆかり
- ロリーナ - 葦原邦子
- 白うさぎ - 楠トシエ
- ドードー鳥 - 高山秀雄
- 双子 - 五十嵐五十鈴、五十嵐美鈴
- とびら - 寺田良
- 花たち - 森田克子、ザ・プリティーズ
- いもむし - 堀絢子
- あやしいねこ - 稲垣隆史
- おばさんうさぎ - 右手和子
- きちがいパーティー - ブレッスン・フォー
- トランプの兵隊 - ボニー・ジャックス
- 女王さま - 加藤みどり
- 王様 - 石立朗

#### スタッフ
- 構成・脚色・演出 - 東龍男
- 訳詞 - 山上路夫
- 編曲 - 大柿隆

## 製作
本作は実際の役者がロトスコープを使用している。アリスの声は当時13歳のキャサリン・ボーモントが演じた。また、ロトスコープの演技もキャサリンが演じている。
原作小説の持つ言葉遊びの要素を減らした、カラフルで健全な雰囲気のミュージカルとなっている。トゥイードルディーとトゥイードルダムなど『鏡の国のアリス』の登場キャラクターやエピソードを一部含んでいる。ハートの女王も原作小説と『鏡の国のアリス』の赤の女王を合わせたキャラクター造形となっている。「ほうき犬」は原作にはないオリジナルキャラクターである。
ウォルト・ディズニーは1920年代より「アリス・コメディ」と呼ばれる、実写とアニメーションを組み合わせた一連の短編映像作品も作っていたが、キャロルの小説の翻案ではなかった。

## 批評
前年公開の『シンデレラ』のようなプリンセスものを期待していた聴衆の評判は悪く、批評家からも酷評された。その後の1970年代のリバイバル上映で、そのシュルレアリスム的な映像が再評価された。
金髪で青と白のエプロンドレスを着たアリスは、その後のアリスを題材にした映画や絵本のアリス像や、ロリータファッションに影響を与えた。

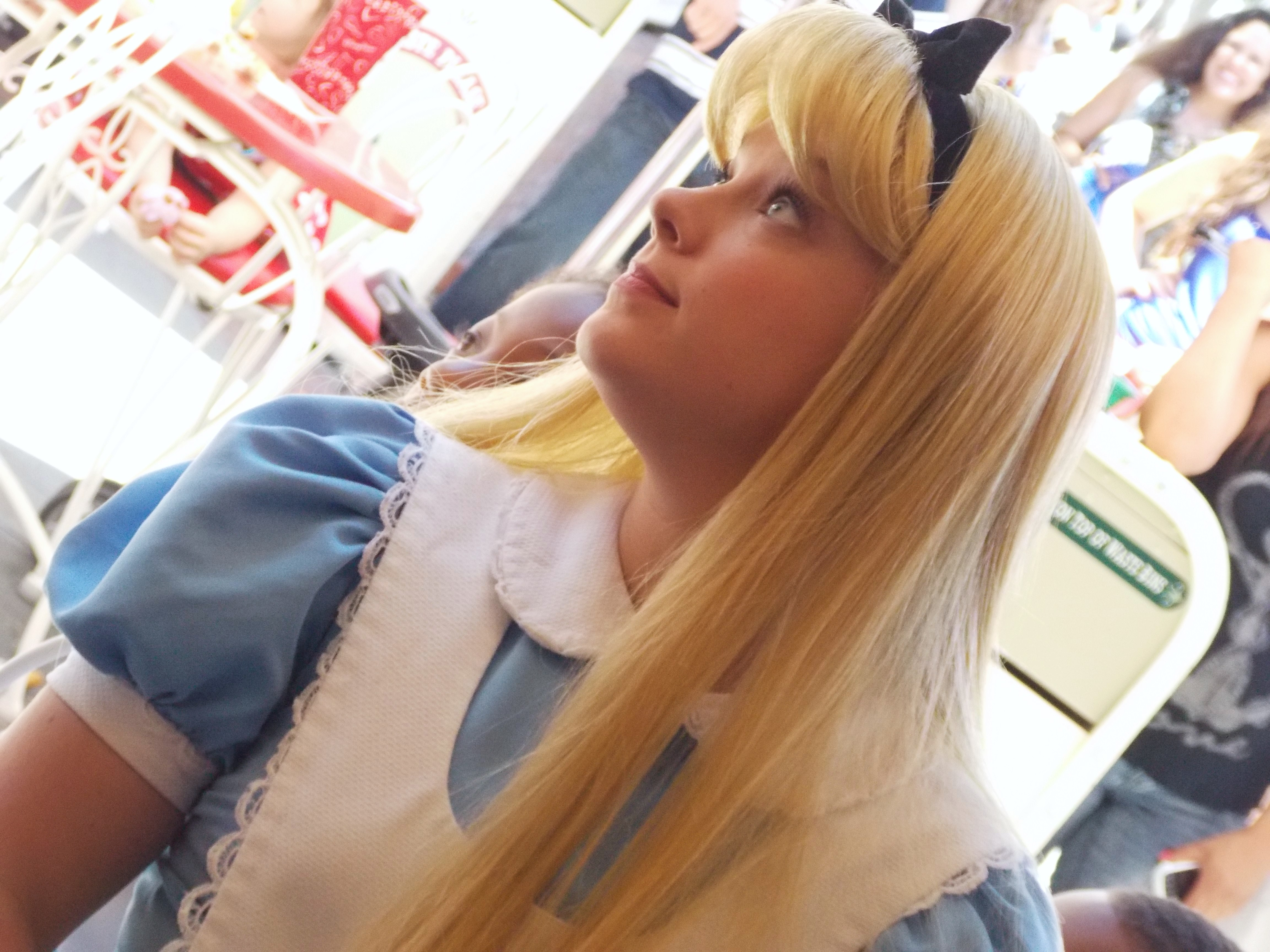
ディズニーランド（ディズニーランド・リゾート）でのアリス

## テレビ放送
| 回数 | 放送局        | 番組名                         | 放送日         | 放送時間     | 放送分数 | 備考                       |
| ---- | ------------- | ------------------------------ | -------------- | ------------ | -------- | -------------------------- |
| 1    | TBS           | 『ディズニースペシャル』       | 1979年4月4日   | 19:30～20:55 | 85分     | 地上波初放送。             |
| 2    | TBS           | 『ディズニースペシャル』       | 1981年1月4日   | 14:00～15:30 | 90分     |                            |
| 3    | テレビ東京    | 『名作アニメ映画』             | 1989年5月5日   | 17:30～19:00 | 90分     | TBS版の再放送。            |
| 4    | フジテレビ    | 『ディズニーアニメスペシャル』 | 1991年12月25日 | 10:00～11:25 | 85分     | ポニー・バンダイ版を放送。 |
| 5    | NHK           | 『ディズニー・アニメ映画』     | 1992年12月27日 | 19:30～20:45 | 75分     | BVHE版初代を放送。         |
| 6    | NHK教育テレビ | 『ディズニー・アニメ映画』     | 1994年1月3日   | 16:30～17:45 | 75分     | BVHE版初代を放送。         |

## 小説
- 著：テディー・スレイター／訳：橘高弓枝『ふしぎの国のアリス』偕成社、1998年5月1日。ISBN 4037911302。

## 絵本
- 訳：立原えりか／中村光毅、佐藤悦夫、片山径子『ふしぎの国のアリス』講談社〈ディズニー名作童話館①〉、1987年10月8日。ISBN 4061942514。
- 訳：森山京『ふしぎの国のアリス』講談社〈ディズニーおはなし絵本館⑦〉、2002年9月20日。ISBN 4062714671。